# Bestseller
Un bestseller este o lucrare literară care poate fi considerată populară sau care deține recordul la vânzări. Se mai poate scrie și best-seller. Termenul provine din limba engleză.

## Astăzi
La compilarea diferitelor liste de bestseller-uri, ele sunt de obicei împărțite pe baza unor lucrări artistice sau non-artistice. Uneori, compilatorii de liste introduc diverse categorii suplimentare. De exemplu, New York Times, care publică o listă săptămânală de bestsellere, a introdus categoria „Cărți pentru copii” în 2001. Acest lucru a fost făcut în principal pentru a se asigura că cărțile Harry Potter ar putea fi eliminate din lista generală a bestseller-urilor, unde au ocupat exclusiv primele 3 locuri pe tot parcursul anului.
De asemenea, cele mai bine vândute în prezent sunt de obicei împărtășite în hardcover și paperback. De obicei, prima scoate o carte din greu, care este mult mai scumpă și apoi după un timp - o carte tipărită, ieftină și concepută pentru cititorul general. Popularitatea cărții hardcover declanșează, de obicei, eliberarea versiunii paperback, dar se întâmplă și în cealaltă parte: dacă hardcover-ul este vândut foarte bine, atunci nu este nevoie să se producă o versiune mai ieftină.
Diferite țări au reguli diferite în ceea ce privește exact ce este considerat un bestseller. De exemplu, în Marea Britanie este de la 4.000 de vânzări pe săptămână, iar în Canada de la 5.000.